# I Turn to You
I Turn to You was de vierde single afkomstig van Melanie C's debuutalbum, Northern Star; het was haar derde hit in Nederland na de Spice Girls en haar eerste Top 40-notering waarop alleen haar stem te horen is. Het werd in de hele wereld een van haar grootste hits.
Een meer pop-georiënteerde versie van het nummer staat op het debuutalbum. Voor de single mixte de Amerikaanse dj Hex Hector het nummer in dance-vorm. De videoclip, waarin te zien is hoe Melanie op rotsen bij de zee zit en hoe ze feest, werd opgenomen op het Spaanse eiland Ibiza.
De single stond 13 weken in de Nederlandse Top 40, waarvan vier weken op nummer 1. In de Mega Top 100 werd deze positie niet bereikt, doordat Que sí que no van Jody Bernal daar al die tijd onafgebroken op 1 stond. I Turn to You belandde uiteindelijk op nummer 19 in de Top 40-jaarlijst 2000.

## Nederlandse Top 40
| I Turn to You in de Nederlandse Top 40 | I Turn to You in de Nederlandse Top 40 | I Turn to You in de Nederlandse Top 40 | I Turn to You in de Nederlandse Top 40 | I Turn to You in de Nederlandse Top 40 | I Turn to You in de Nederlandse Top 40 | I Turn to You in de Nederlandse Top 40 | I Turn to You in de Nederlandse Top 40 | I Turn to You in de Nederlandse Top 40 | I Turn to You in de Nederlandse Top 40 | I Turn to You in de Nederlandse Top 40 | I Turn to You in de Nederlandse Top 40 | I Turn to You in de Nederlandse Top 40 | I Turn to You in de Nederlandse Top 40 | I Turn to You in de Nederlandse Top 40 |
| Week                                   | 1                                      | 2                                      | 3                                      | 4                                      | 5                                      | 6                                      | 7                                      | 8                                      | 9                                      | 10                                     | 11                                     | 12                                     | 13                                     | 14                                     |
| -------------------------------------- | -------------------------------------- | -------------------------------------- | -------------------------------------- | -------------------------------------- | -------------------------------------- | -------------------------------------- | -------------------------------------- | -------------------------------------- | -------------------------------------- | -------------------------------------- | -------------------------------------- | -------------------------------------- | -------------------------------------- | -------------------------------------- |
| Nummer                                 | 23                                     | 7                                      | 3                                      | 1                                      | 1                                      | 1                                      | 1                                      | 3                                      | 4                                      | 10                                     | 20                                     | 19                                     | 34                                     | uit                                    |